# Chemische Struktur
Die chemische Struktur gibt den Aufbau auf molekularer oder ionischer Ebene eines einheitlichen (homogenen) Stoffes wieder. Sie gibt an, aus welchen Atomen, Atomgruppen, Ionen und Bindungen bzw. freie Elektronenpaaren der Stoff zusammengesetzt ist und wie diese räumlich angeordnet sind. Sie liefert dadurch mehr Information als die Summenformel oder eine der verschiedenen Schreibweisen. Im Einzelnen beschreiben die Konstitution, Konfiguration und Konformation den Aufbau molekularer und ein Kristallgitter den Aufbau ionischer Verbindungen. Zu ihrer Darstellung werden verschiedene chemische Formeln und Modelle, wie Kalottenmodelle oder Kugel-Stab-Modelle, verwendet. Information über die Struktur einer Verbindung ist oft, entsprechend den Regeln der chemischen Nomenklatur, auch in ihrem Namen enthalten. Moderne Datenbanken arbeiten hingegen mit eindeutigen Strukturcodes wie InChI, SMILES oder WLN. Mit der Aufklärung der chemischen Struktur beschäftigt sich die Strukturchemie. Für die Biologie relevant ist vor allem die Struktur-Wirkungsbeziehung.

## Instrumentelle Verfahren
Die Strukturaufklärung von Molekülen wird in der Strukturanalytik mit verschiedenen instrumentellen Verfahren vorgenommen.
- Die Struktur kristalliner Substanzen kann vor allem mit Beugungsmethoden bestimmt werden. Je nachdem ob Röntgen-, Elektronen- oder Neutronenstrahlen gebeugt werden, sind das die Methoden
  - Röntgendiffraktometrie bzw. Röntgenbeugung
  - Elektronenbeugung und
  - Neutronenbeugung
- Zur Bestimmung der Struktur in Flüssigkeiten, Gasen und amorphen Festkörper eignen sich die Methoden
  - NMR-Spektroskopie[1][2]
  - Massenspektrometrie[3]
  - Schwingungsspektroskopie, vor allem Infrarot- und Raman-Spektroskopie[4]
  - UV-Spektroskopie[5]
  - die Röntgenabsorptionsspektroskopie, insbesondere die EXAFS-Spektroskopie, die z. B. die Bestimmung der Entfernung von Nachbaratomen erlaubt.
- Einige Methoden werden vor allem zur Bestimmung der chemischen Zusammensetzung von Oberflächen benutzt. Sie können aber auch zur Untersuchung von Festkörperstrukturen dienen:
  - Röntgenphotoelektronenspektroskopie (XPS) und
  - Augerelektronenspektroskopie (AES).

## Historisches
Der Begriff „chemische Struktur“ wurde 1861 von Alexander Butlerow eingeführt. Er schrieb: „… möchte ich […] die Art und Weise der gegenseitigen Bindung der Atome in einem zusammengesetzten Körper, mit dem Namen der chemischen Structur bezeichnen.“ In der Sowjetunion galt dieser Beitrag Butlerovs als entscheidend für das Verständnis der organischen Chemie, und Butlerov daher als Begründer der wissenschaftlichen Organischen Chemie.